# Os cortical

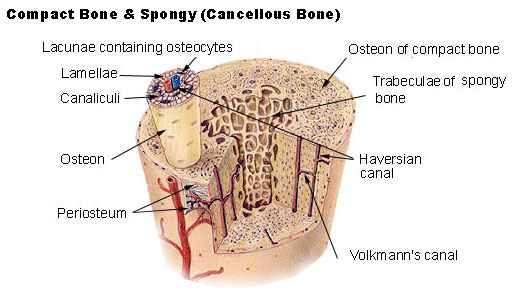
Perfil transversal d'un os, amb l'os cortical i l'os esponjós.

L'os cortical és un dels dos tipus principals de teixit ossi. L'os cortical és dens i forma la superfície dels ossos, representant el 80% del pes d'un esquelet humà. És extremament dur, i està format de múltiples capes apilades amb pocs espais. La seva funció principal és suportar el cos, protegir òrgans, articular el moviment i (juntament amb l'os esponjós) emmagatzemar minerals.